# 花瓦寺塔
花瓦寺塔，又名宝塔寺塔或花瓦塔，位于中国湖南省常德市澧县盐井镇花瓦村，是一座北宋早期的藏式佛塔建筑。2013年，花瓦寺塔成为全国重点文物保护单位。

## 建筑特色
花瓦寺塔为七层八角形密檐式实心砖塔，坐东朝西，总高约22米，塔基高2.5米，底径5.5米至6.1米。塔基为倒锥形，建于土台上，正北设有拱门（宽0.9米，高1.95米，深1.05米），通向地宫，地宫顶部为八方攒顶式藻井。塔身主要以青砖砌成，使用黄沙泥作为粘合剂，造型简洁古朴。